# Radessa
Radessa là một chi bướm đêm thuộc họ Crambidae.

## Các loài
- Radessa pardalota Munroe, 1977
- Radessa vittilimbalis Munroe, 1977